# Michał Łaskuda
Michał Łaskuda (ur. 25 września 1873, zm. 29 kwietnia 1929) – polski polityk, działacz PSL „Piast”.

## Życiorys
Urodził się 25 września 1873 roku w Jurkowie w powiecie Limanowa jako syn Sebastiana i Rozalii z domu Fudalej. Edukacje ukończył na poziomie szkoły ludowej.
Do 1914 roku wieloletni wójt Jurkowa i przewodniczący Rady Nadzorczej Kasy Stefczyka, w latach 1913–1914 poseł do galicyjskiego Sejmu Krajowego. W latach 1912–1913 członek RN PSL, od 1914 członek RN PSL „Piast”, od 1923, po wystąpieniu z PSL „Piast” członek Polskiego Związku Ludowego, zaś po jego połączeniu z PSL-"Lewicą” czł. ZCh (od 1925 wiceprezes ZG), w 1926 czł. RN SCh. Publikował artykuły w tygodniku „Piast”. Zmarł 29 kwietnia 1929 roku w Jurkowie powiat Limanowa.

## Działalność polityczna
Poseł na Sejm Ustawodawczy oraz I kadencji 1922–1927.
W 1919 roku uzyskał mandat z listy nr 13 w okręgu wyborczym nr 39 (Nowy Targ); w 1922 roku zdobył mandat z listy nr 1 (PSL) w okręgu wyborczym nr 44 (Nowy Sącz).

## Rodzina
Dwukrotnie żonaty: z Katarzyną (Kunegundą) z domu Wątor i Marią z domu Sędzioł. Miał trzech synów: Józefa, Jana i Piotra oraz dwie córki: Annę i Katarzynę.